# 亚氨基七硫
亚氨基七硫是一种无机化合物，化学式为S7NH，为亚氨基硫Sx(NH)y的一员。它是浅黄色固体，类似于硫；易溶于二硫化碳。

## 制备与结构
亚氨基七硫可由氨和二氯化二硫反应得到， 其它制法也是已知的。这一反应除了会生成S7NH外，还会产生三种S6(NH)2的异构体和两种S5(NH)3的异构体。
它的结构为S8分子的一个硫原子被亚氨基（NH）取代，S2NH几乎是平面的，因此这种胺不具有碱性。